# Patroonvariabele
Een patroonvariabele is de handelingsoriëntatie van een persoon in een relatie binnen een sociaal systeem. Het begrip is afkomstig van socioloog Parsons die daarmee duidelijk wilde maken dat hoe iemand zich opstelt in een relatie afhankelijk is van de sociale rol die deze vervult, los van persoonlijkheid en omstandigheden. Hij baseerde zich daarbij op Tönnies die onderscheid maakte tussen de samenlevingsvormen Gemeinschaft en Gesellschaft.
Daarbij onderscheidde hij enkele van elkaar onafhankelijke tegengestelde of dichotome begrippenparen:
- op het eigen zelf georiënteerd - op de collectiviteit georiënteerd (aanvankelijk eigenbelang - onbaatzuchtigheid)
- universalisme - particularisme
- functioneel specifiek - functioneel diffuus
- affectief - affectief-neutraal (ook expressiviteit - instrumentaliteit)

Zo zou een arts ten opzichte van een patiënt collectief gericht, universalistisch, affectief-neutraal en functioneel specifiek zijn, terwijl voor de ouders van de patiënt de tegenovergestelde patroonvariabelen uit de begrippenparen gelden. De positie van de arts komt dan overeen met die van Gesellschaft en die van de ouders met Gemeinschaft.
Tijdens het uitwerken van Parsons' handelingstheorie werd het begrippenpaar toewijzing - verwerving toegevoegd, later gewijzigd naar kwaliteit - prestatie.
Binnen de begrippenparen kan onderscheid gemaakt worden tussen object-categoriseringsvariabelen en attitude- of oriëntatievariabelen. In het eerste geval is vooral de relatie van belang (de ‘modaliteit van het object’), terwijl in het tweede geval vooral de attitude van de actor beslissend is. Tegenwoordig worden de attitude- of oriëntatievariabelen aangeduid als oriëntatievariabelen, terwijl de object-categoriseringsvariabelen nu object-modaliteitsvariabelen heten.
Universalisme - particularisme en kwaliteit - prestatie gelden daarbij als object-modaliteitsvariabelen, terwijl specificiteit - diffuusheid en expressiviteit - instrumentaliteit oriëntatievariabelen zijn. Hierbij wordt het onderscheid gevolgd dat in de handelingstheorie gemaakt wordt tussen de situatie en de oriëntatie ten opzichte van die situatie. Het begrippenpaar op het eigen zelf georiënteerd - op de collectiviteit georiënteerd viel hier buiten en werd uiteindelijk niet nodig geacht om de kenmerken van een specifiek handelingssysteem te verklaren.
De overige vier begrippenparen werden daarna gecombineerd met het AGIL-schema:
|                                 | universalisme instrumentaliteit | expressiviteit particularisme     |
| functioneel specifiek prestatie | adaptation of aanpassing        | goal attainment of doelrealisatie |
| kwaliteit functioneel diffuus   | latency of patroonhandhaving    | integration of integratie         |